# Danvou-la-Ferrière
Danvou-la-Ferrière (Ausspracheⓘ) ist eine ehemalige französische Gemeinde mit zuletzt 169 Einwohnern (Stand: 1. Januar 2014), den Danvousiens, im Département Calvados in der Region Normandie.
Zum 1. Januar 2017 wurde Danvou-la-Ferrière im Zuge einer Gebietsreform zusammen mit sechs benachbarten Gemeinden als Ortsteil in die neue Gemeinde Les Monts d’Aunay eingegliedert.

## Geografie
Danvou-la-Ferrière liegt rund 37 km südwestlich von Caen. Das im Département Manche gelegene Saint-Lô ist etwa 39 km entfernt.

## Bevölkerungsentwicklung
| Jahr                             | 1793 | 1836 | 1876 | 1926 | 1946 | 1968 | 1990 | 2014 |
| Einwohner                        | 377  | 354  | 278  | 206  | 162  | 137  | 155  | 169  |
| Quelle: Cassini, EHESS und INSEE |      |      |      |      |      |      |      |      |

## Sehenswürdigkeiten
- Kirche Saint-Vigor aus dem 19. Jahrhundert
- Kirche Saint-Sauveur aus dem 16./17. Jahrhundert
- mehrere Schlösser